# Saint-Vincent-des-Prés (Saona y Loira)
 Saint-Vincent-des-Prés  es una población y comuna francesa, en la región de Borgoña, departamento de Saona y Loira, en el distrito de Mâcon y cantón de Cluny.

## Demografía
| 124 | 110 | 96 | 98 | 89 | 112 |
| Para los censos de 1962 a 1999 la población legal corresponde a la población sin duplicidades (Fuente: INSEE [Consultar]) |     |    |    |    |     |